# Yves Caumon
Yves Caumon (27 maggio 1964) è un regista francese.

## Biografia
Iniziò la sua attività di regista dirigendo alcuni cortometraggi dove diresse Valérie Crunchant. Il suo film Amour d'enfance  vinse Un Certain Regard nel 2001, Cache cache  partecipò a Quinzaine des Réalisateurs al Festival di Cannes 2005.

## Filmografia
- Antonin  (1989)
- Il faut dormir (1997)
- La beauté du monde (1999)
- Les filles de mon pays (1999)
- Amour d'enfance  (2001)
- À la hache (2002)
- Cache cache  (2005)